# القشيب (ذي ناعم)

تعديل مصدري - تعديل

القشيب هي إحدى قرى عزلة الدريعأ بمديرية ذي ناعم التابعة لمحافظة البيضاء، بلغ تعداد سكانها 239 نسمة حسب تعداد اليمن لعام 2004.